# Athamanta cervariifolia
Athamanta cervariifolia är en växtart i släktet Athamanta och familjen flockblommiga växter. Den beskrevs av Augustin Pyrame de Candolle.
Arten är en perenn ört som är endemisk på Kanarieöarna.